# Gresham (Wisconsin)
Gresham ist eine Gemeinde (mit dem Status „Village“) im Shawano County im US-amerikanischen Bundesstaat Wisconsin. Im Jahr 2010 hatte Gresham 586 Einwohner.

## Geografie
Gresham liegt im mittleren Nordosten Wisconsins zwischen dem Upper Red Lake und dem Lower Red Lake. Beide Seen werden vom Red River durchflossen, der über den Wolf River und den Fox River zum Einzugsgebiet der Green Bay des Michigansees gehört.
Die geografischen Koordinaten von Gresham sind 44°51′11″ nördlicher Breite und 88°47′17″ westlicher Länge. Das Gemeindegebiet erstreckt sich über eine Fläche von 3,21 km² und wird im Osten, Süden und Westen von der Town of Herman umgeben, ohne dieser anzugehören. Trotzdem befindet sich die Verwaltung der Town in Gresham. Im Norden grenzt die Town of Red Springs an das Gemeindegebiet.
Nachbarorte von Gresham sind Keshena in der Indianerreservation der Menominee (16,4 km ostnordöstlich), Red River (8,9 km ostsüdöstlich), Thornton (13,7 km südöstlich), Pella (15,2 km südlich), Tilleda (14,8 km südwestlich) und Bowler (18,7 km westlich).
Die nächstgelegenen größeren Städte sind Green Bay am Michigansee (79,4 km südöstlich), Wisconsins größte Stadt Milwaukee (265 km südsüdöstlich), Chicago in Illinois (387 km in der gleichen Richtung), Appleton (89,2 km ebenfalls südsüdwestlich), Wisconsins Hauptstadt Madison (243 km südsüdwestlich), Wausau (79,4 km westlich), Eau Claire (244 km in der gleichen Richtung), die Twin Cities in Minnesota (365 km ebenfalls in der gleichen Richtung), Duluth am Oberen See in Minnesota (447 km nordwestlich) und Sault Ste. Marie in der kanadischen Provinz Ontario (492 km nordöstlich, gegenüber von Sault Ste. Marie, Michigan).

## Verkehr
Der Wisconsin State Highway 29 verläuft in West-Ost-Richtung in etwa 5 km Entfernung südlich an Gresham vorbei. Im Gemeindegebiet von Gresham treffen die County Highways A und G zusammen. Alle weiteren Straßen sind untergeordnete Landstraßen, teils unbefestigte Fahrwege sowie innerörtliche Verbindungsstraßen.
Mit dem Shawano Municipal Airport befindet sich 24,5 km ostsüdöstlich ein kleiner Flugplatz. Die nächsten Verkehrsflughäfen sind der Central Wisconsin Airport bei Wausau (87,6 km westlich), der Outagamie County Regional Airport bei Appleton (85,9 km südsüdöstlich) und der Austin Straubel International Airport von Green Bay (79,1 km südöstlich).

## Bevölkerung
Nach der Volkszählung im Jahr 2010 lebten in Gresham 586 Menschen in 239 Haushalten. Die Bevölkerungsdichte betrug 182,6 Einwohner pro Quadratkilometer. In den 239 Haushalten lebten statistisch je 2,45 Personen.
Ethnisch betrachtet setzte sich die Bevölkerung zusammen aus 67,9 Prozent Weißen, 0,2 Prozent (eine Person) Afroamerikanern, 24,1 Prozent amerikanischen Ureinwohnern sowie 0,7 Prozent aus anderen ethnischen Gruppen; 7,2 Prozent stammten von zwei oder mehr Ethnien ab. Unabhängig von der ethnischen Zugehörigkeit waren 3,2 Prozent der Bevölkerung spanischer oder lateinamerikanischer Abstammung.
27,5 Prozent der Bevölkerung waren unter 18 Jahre alt, 52,9 Prozent waren zwischen 18 und 64 und 19,6 Prozent waren 65 Jahre oder älter. 50,9 Prozent der Bevölkerung waren weiblich.
Das mittlere jährliche Einkommen eines Haushalts lag bei 34.792 USD. Das Pro-Kopf-Einkommen betrug 18.675 USD. 9,5 Prozent der Einwohner lebten unterhalb der Armutsgrenze.